# 부산지방철도특별사법경찰대
부산지방철도특별사법경찰대(釜山地方鐵道特別司法警察隊)는 철도특별사법경찰대의 소속기관이다. 또한 부산지방철도특별사법경찰대는 2009년 12월 31일에 발족하였으며, 부산광역시 동구 중앙대로 206에 위치해 있다. 그리고 부산지방철도특별사법경찰대의 대장은 철도경찰사무관으로 보한다.

## 연혁
- 2005년 1월 1일: 철도공안사무소 소속으로 부산철도공안분소를 설치. 소속기관으로 부산·동대구·경주·구포철도공안분실을 설치.
- 2009년 12월 31일: 철도특별사법경찰대 소속 부산지방철도특별사법경찰대로 개편. 소속기관인 철도공안분실을 철도경찰센터로 개편.
- 2011년 5월 4일: 경주철도경찰센터를 신경주철도경찰센터로 개편.
- 2018년 3월 30일: 철도특별사법경찰대로부터 구미철도경찰센터를 이관받음.

## 관할구역
- 경부고속선(김천구미역 ~ 부산역)
- 경부선(영동역 남쪽 ~ 부산역)
- 중앙선 화산역 남쪽
- 경전선 중 완사역 동쪽
- 진해선
- 대구선
- 우암선
- 부전선
- 장생포선
- 울산항선
- 괴동선
- 온산선
- 가야선
- 양산화물선
- 건천연결선
- 동해선(부산 도시철도로 엄연히 분류되는 광역전철 구간은 부전역 ~ 태화강역 구간에 한함)
- 덕산선
- 부산신항선
- 신항북선
- 신항남선
- 경북선(김천역 ~ 점촌역)
- 문경선
- 신동화물선

## 조직

### 대장
| - 운영지원과 - 수사과 | - 철도경찰센터 - 부산철도경찰센터 - 동대구철도경찰센터 - 신경주철도경찰센터 - 구포철도경찰센터 - 구미철도경찰센터 |